# البانیا، کاکئتا
البانیا، کاکئتا (به اسپانیایی: Albania, Caquetá) یک شهرک در کلمبیا است که در شهرستان کاکئتا واقع شده‌است.